# Sept sommets volcaniques

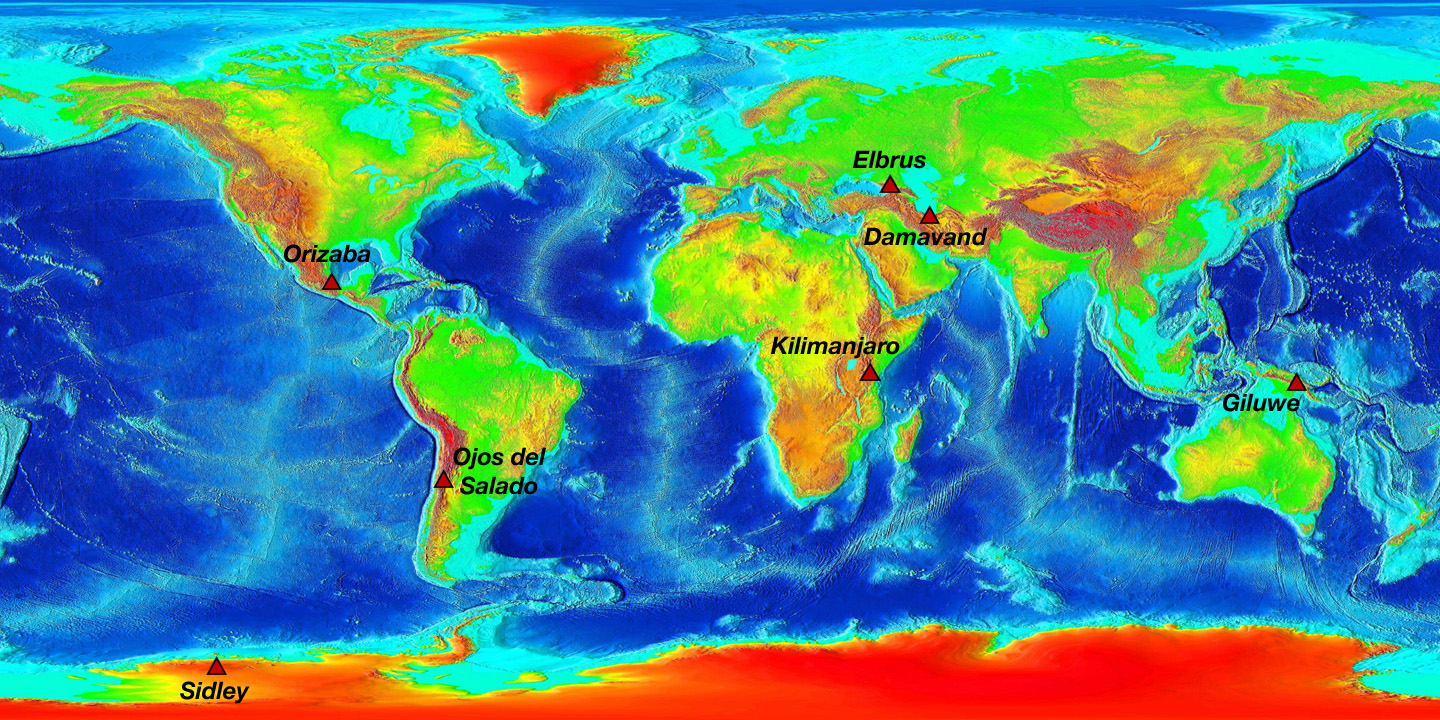
Carte de localisation des sept sommets volcaniques.

Les sept sommets volcaniques, en anglais Volcanic Seven Summits, sont les volcans les plus élevés de chacun des sept continents, tout comme les sept sommets en sont les plus hauts sommets. Atteindre leur sommet est considéré comme un défi de l'alpinisme relevé pour la première fois comme tel en 1999.
Deux des sept sommets volcaniques figurent également sur la liste des sept sommets : le Kilimandjaro et l'Elbrouz, qui ont une origine volcanique, sont également les plus hauts sommets de leurs continents respectifs.

## Définition
En raison des différentes interprétations des frontières continentales (géologiques, géographiques, géopolitiques), plusieurs définitions des sommets les plus élevés par continent et du nombre de continents sont possibles. Le nombre de sept continents utilisés ici est basé sur le modèle continental utilisé en Europe occidentale et aux États-Unis. Les continents tels que définis ici sont sur une base géologique et géographique, et non géopolitique.
Une autre complication dans la détermination des sommets volcaniques les plus élevés est la définition exacte de ce qui constitue un volcan et de la proéminence topographique qu'il doit avoir par rapport aux pics non volcaniques voisins pour être admissible. Les sommets doivent également être un véritable centre volcanique éruptif, et non pas seulement constitué de roches volcaniques soulevées par d'autres processus géologiques. En outre, une proéminence topographique d'au moins 300 m est requise pour que la liste ne comprenne que des montagnes volcaniques authentiques et non des coulées de lave mineures qui se sont écoulées à la surface de la Terre en haute altitude.

## Les sommets
| Nevado Ojos del Salado | 6 893 m | 3 688 m | Amérique du Sud  | Cordillère des Andes       | Argentine/Chili           |
| Kilimandjaro           | 5 895 m | 5 885 m | Afrique          | Vallée du Grand Rift       | Tanzanie                  |
| Elbrouz                | 5 642 m | 4 741 m | Europe           | Caucase                    | Russie                    |
| Pic d'Orizaba          | 5 636 m | 4 922 m | Amérique du Nord | Cordillère Néovolcanique   | Mexique                   |
| Mont Damavand          | 5 610 m | 4 667 m | Asie             | Elbourz                    | Iran                      |
| Mont Giluwe            | 4 368 m | 2 488 m | Océanie          | Hautes-Terres méridionales | Papouasie-Nouvelle-Guinée |
| Mont Sidley            | 4 285 m | 2 517 m | Antarctique      | Chaîne du Comité Exécutif  | -                         |

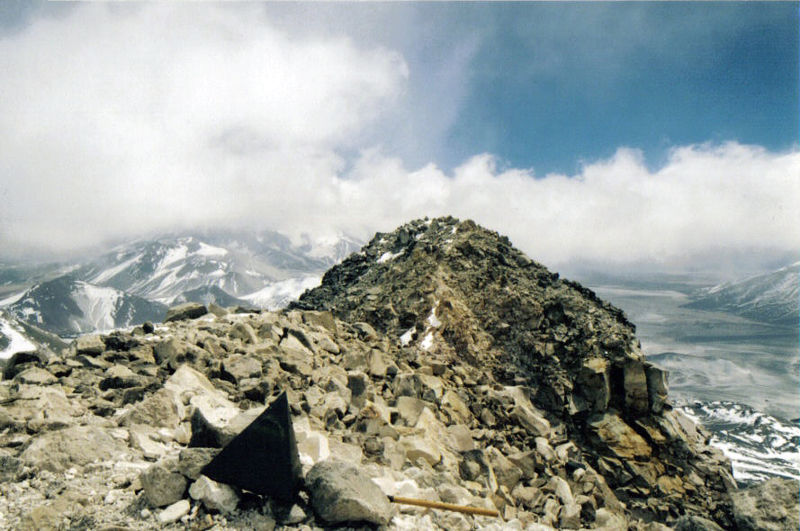
Sommet du Nevado Ojos del Salado
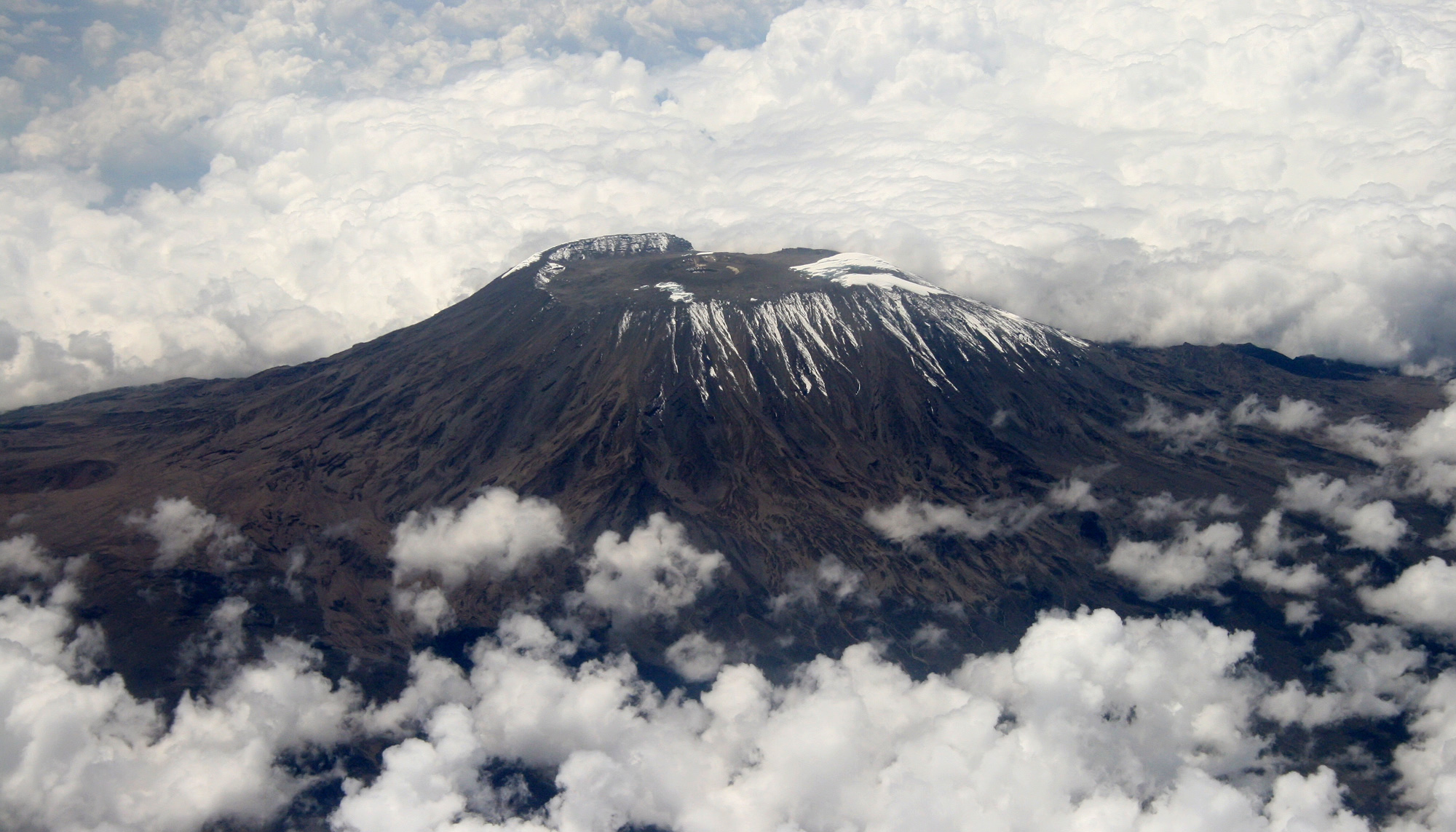
Sommet du Kibo du Kilimandjaro
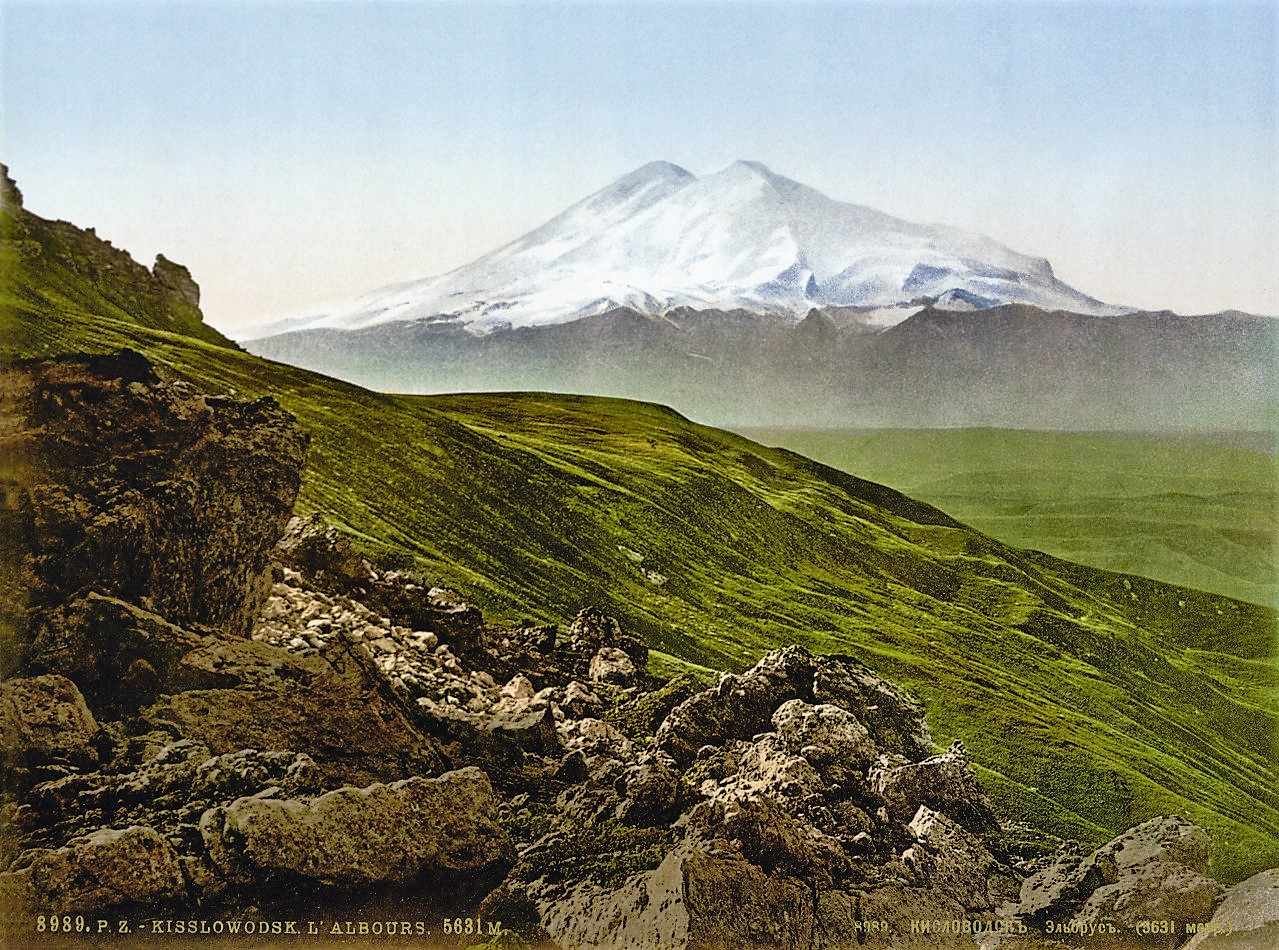
Elbrouz
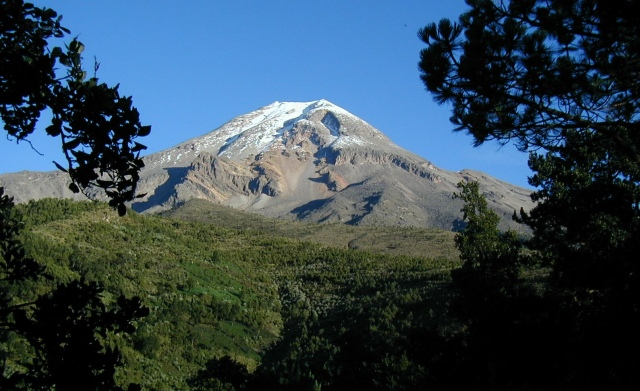
Pic d'Orizaba
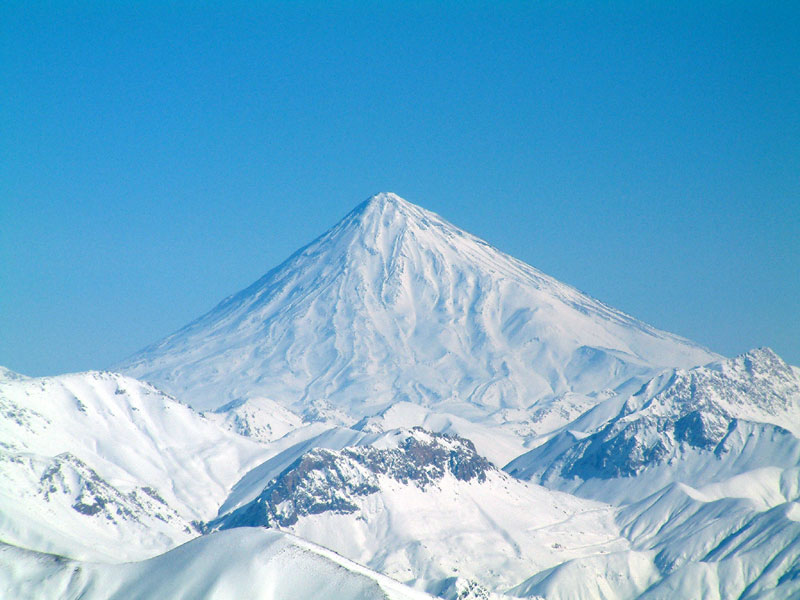
Mont Damavand
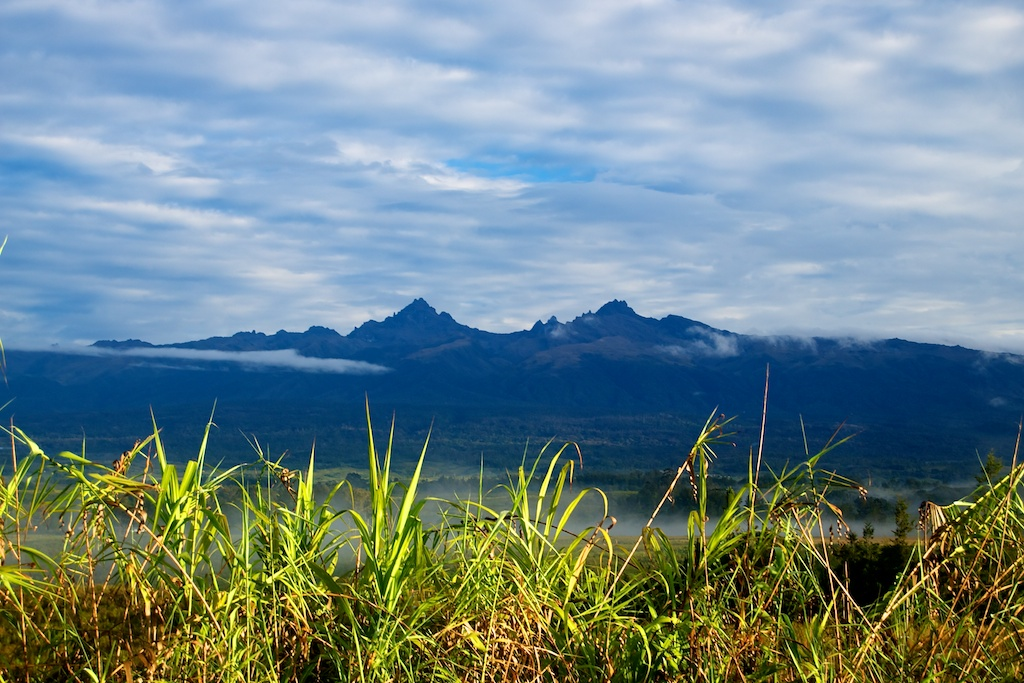
Mont Giluwe
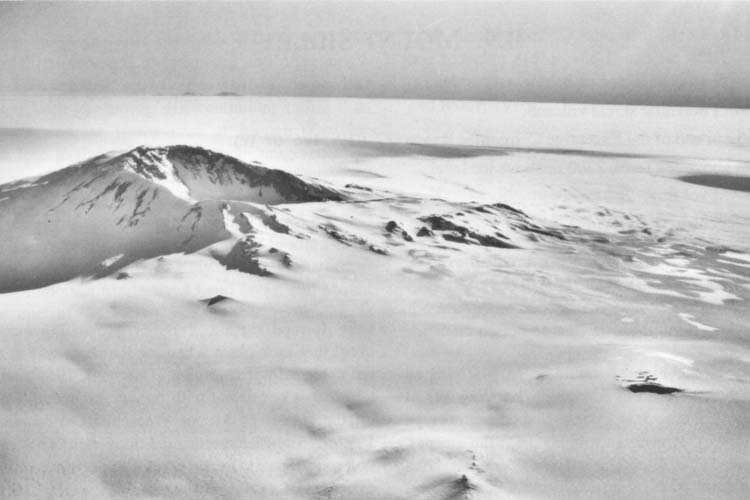
Mont Sidley